# أبو حجر الأعلی
أبو حجر الأعلی (به عربی: أبو حجر الأعلی) در عربستان سعودی است که در استان جازان واقع شده‌است.